# املوص (المضاربة والعارة)

تعديل مصدري - تعديل

املوص هي إحدى قرى عزلة المضاربة بمديرية المضاربة والعارة التابعة لمحافظة لحج، بلغ تعداد سكانها 295 نسمة حسب تعداد اليمن لعام 2004.